# گاه‌شمار قتل‌های زنجیره‌ای ایران
اتفاقاتی که در پاییز ۱۳۷۷ به عنوان قتل‌های زنجیره‌ای مشهور شدند پیش از این نیز سابقه داشتند. هرچند که مراجع رسمی در ایران فقط دست داشتن مأموران وزارت اطلاعات در چهار قتل را پذیرفتند.
به گفته مصطفی پورمحمدی، یکی از اعضای «هیئت مرگ (کمیته اعدام)» در قتل‌عام ۱۳۶۷، قتل‌های زنجیره‌ای خودسرانه نبوده؛ بلکه از درون نظام جمهوری اسلامی، انجام شده‌است.
همچنین همهٔ متهمان، با وجود گرفتن حکم کیفری، آزاد می‌باشند.

## جدول و رخ‌نگاره برخی از کشتگان قتل‌های زنجیره‌ای ایران
| ردیف | پرتره        | نام                   | تاریخ قتل       |
| ---- | ------------ | --------------------- | --------------- |
| ۱    |              | مظفر بقایی            | ۲۷ آبان ۱۳۶۶    |
| ۲    |              | کاظم سامی             | ۲ آذر ۱۳۶۷      |
| ۳    |              | حسین سودمند           | ۲۲ آذر ۱۳۶۹     |
| ۴    |              | هایک هوسپیان‌مهر       | ۳۰ دی ۱۳۷۲      |
| ۵    |              | احمد میرعلایی         | ۲ آبان ۱۳۷۴     |
| ۶    | فاقد رخ‌نگاره | طاطاوس میکائیلیان     | ۱۱ تیر۱۳۷۳      |
| ۷    |              | سیامک سنجری           | ۱۳ آبان ۱۳۷۵    |
| ۸    |              | غفار حسینی            | ۲۰ آبان ۱۳۷۵    |
| ۹    |              | احمد تفضلی            | ۲۴ دی ۱۳۷۵      |
| ۱۰   |              | رضا مظلومان           | ۷ خرداد ۱۳۷۵    |
| ۱۱   | فاقد رخ‌نگاره | فاطمه قائم‌مقامی       | دی ۱۳۷۶         |
| ۱۲   | فاقد رخ‌نگاره | معصومه مصدق           | ۴ اردیبهشت ۱۳۷۷ |
| ۱۳   |              | پیروز دوانی           | ۳ شهریور ۱۳۷۷   |
| ۱۴   |              | حمید حاجی‌زاده         | ۳۱ شهریور ۱۳۷۷  |
| ۱۵   |              | کارون حاجی‌زاده        | ۳۱ شهریور ۱۳۷۷  |
| ۱۶   |              | داریوش فروهر          | ۱ آذر ۱۳۷۷      |
| ۱۷   |              | پروانه اسکندری        | ۱ آذر ۱۳۷۷      |
| ۱۸   |              | علی‌اکبر سعیدی سیرجانی | ۶ آذر ۱۳۷۷      |
| ۱۹   |              | محمدجعفر پوینده       | ۱۸ آذر ۱۳۷۷     |
| ۲۰   |              | محمد مختاری           | ۲۲ آذر ۱۳۷۷     |

## گاهشمار قتل‌ها
| روز/ماه    | سال  | رویداد                            | توضیحات رویداد |
| ---------- | ---- | --------------------------------- | --- |
| آذر        | ۱۳۶۷ | قتل کاظم سامی                     | او زمانی که در مطبش به قتل رسید، رهبری تشکلی به نام جنبش انقلابی مردم ایران (جاما) را برعهده داشت که در سال ۱۳۴۲ تأسیس شده بود. پس از قتل دکتر سامی، مقامات جمهوری اسلامی با این ادعا که قاتل در زمانی که سامی رئیس سازمان هلال احمر بوده از این سازمان اخراج شده بود، تلاش کردند که این قتل را غیرسیاسی وانمود کنند. همچنین با این ادعا که قاتل در حمامی در اهواز خودکشی کرده، پرونده این قتل را بستند. |
| تیر        | ۱۳۷۳ | قتل طاطاوس میکائیلیان             | طاطاوس میکائیلیان، رئیس شورای کشیشان پروتستان، پس از ترک خانه‌اش در تهران ناپدید شد و به قتل رسید. قاتلان روی جنازه طاطاوس میکائیلیان بر تکه کاغذی نشانی جسد مهدی دیباج، یکی دیگر از کشیشان قربانی قتل‌های زنجیره‌ای را قرار داده بودند. همچنین شش ماه قبل از آن، کشیش هایک هوسپیان‌مهر که برای آزادی و لغو حکم ارتداد مهدی دیباج تلاش کرده بود، به قتل رسید. |
| ۲۱ آبان    | ۱۳۷۳ | متن ۱۳۴: ما نویسنده‌ایم            | نامه سرگشاده جمعی از نویسندگان ایرانی در اعتراض به سانسور منتشر شد. در پی انتشار این نامه شماری از آنها به دفعات احضار شده و مورد بازجویی قرار گرفتند. پیش از آن برخی از امضاکنندگان این بیانیه در نامه دیگری به بازداشت علی‌اکبر سعیدی سیرجانی اعتراض کرده بودند اما آن نامه با ممانعت مأموران امنیتی منتشر نشد. |
| ۴ آذر      | ۱۳۷۳ | مرگ سعیدی سیرجانی                 | علی اکبر سعیدی سیرجانی نویسنده و پژوهشگر ادبی بود. او مطالبی انتقادی علیه جمهوری اسلامی می‌نوشت و گفته می‌شود یکی از آنها واکنش تند علی خامنه‌ای را به دنبال داشت. او از اسفند ۱۳۷۲ بازداشت شد و در ۴ آذر ۱۳۷۳ در بازداشت در خانه امن درگذشت. 'شیاف پتاسیم' دلیل مرگ او عنوان شده‌است. |
| ۱۴ دی      | ۱۳۷۳ | قتل حسین برازنده                  | حسین برازنده بنیانگذار جهاد سازندگی مشهد، مهندس و مدرس و مفسر قرآن بود. او پس از اینکه از جلسه قرآن خارج شد ناپدید و سپس جسدش در خیابان فلسطین پیدا شد. آثار دستبند بر دستانش و آثار ضربه بر پهلوی وی وجود داشت. علت مرگ او انسداد مجاری تنفسی اعلام شد. عبدالله نوری در اعترافات و دفاعیات خود به صراحت به قتل برازنده توسط مأموران امنیتی اقرار کرده و او را از قربانیان قتل های زنجیره ای برشمرد. |
|            | ۱۳۷۳ | مرگ شمس‌الدین امیرعلائی            | شمس الدینی امیر علایی از اعضای جبهه ملی و سیاستمدار بود. او در سال ۱۳۷۳ در طی یک سانحه رانندگی کشته شد. اما برخی در اتفاقی بودن سانحه تردید کرده و تصادف را ساختگی دانسته و وی را از قربانیان قتل های زنجیره ای می شمارند. |
| ۲ آبان     | ۱۳۷۴ | قتل احمد میرعلایی                 | احمد میرعلایی مترجم، روزنامه‌نگار و مدرس دانشگاه بود. آثار بورخس و پاز اولین بار توسط او به فارسی برگردانده شد. گفته می‌شود که او با تزریق انسولین کشته شده‌است. فرج سرکوهی می‌گوید مأموران وزارت اطلاعات در بازجویی‌ها به او و دیگر نویسندگان گفتند که مأموران با کشتن میرعلایی می‌خواسته‌اند به دیگران پیغام بدهند. |
| ۱۵ تیر     | ۱۳۷۵ | اتوبوس ارمنستان                   | شماری از نویسندگان ایرانی به دعوت اتحادیه نویسندگان ارمنستان برای شب شعری راهی این کشور شدند. راننده دو بار تلاش کرد اتوبوس را به دره بیندازد اما سرنشینان متوجه شده و خود را نجات دادند. در بازگشت مصطفی کاظمی از نویسندگان بازجویی کرد. گفته می‌شود خسرو براتی، از محکومان قتل‌های ۷۷، راننده اتوبوس بود. |
|            | ۱۳۷۵ | پخش برنامه هویت                   | در سال ۱۳۷۵ شبکه یک تلویزیون ایران مجموعه برنامه «هویت» را پخش کرد. این برنامه شامل حملاتی شدید علیه منتقدان جمهوری اسلامی و روشنفکران، و اعترافات آنان علیه خود بود و در آن چهره‌هایی چون هوشنگ گلشیری «خائن» و «عامل بیگانه» معرفی شدند. گفته می‌شود سعید امامی و حسین شریعتمداری سازندگان برنامه هویت بوده‌اند. |
| ۱ آبان     | ۱۳۷۵ | قتل فرزین مقصودلو و شبنم حسینی    | فرزین مقصودلو فرزند داوود خان مقصودلو زمیندار و کارخانه دار و از چهره های متمول گرگان بود که پس از انقلاب اموالش توقیف شد و فرزین مقصودلو از کشور خارج و وارد لندن شد. وی و خواهرزاده اش شبنم حسینی پس از مرگ پدرش و به امید بازپسگیری اموالش وارد کشور شد. او از طریق شخصی به نام مظفر حسینی با مقامات وزارت اطلاعات از جمله سعید امامی آشنا شد و احتمالا از او خواسته بودند تا برای آنان جاسوسی کند اما فرزین زیربار نمی رفت. او که در بازپسگیری اموال موفقیتی کسب نکرد رفت که از کشور خارج شود که به اتهام جاسوسی برای بریتانیا ممنوع الخروج شد. او در با برخی از ماموران وزارت اطلاعات قرار گذاشته بود که با پرداخت رشوه به آنان از کشور خارج شود. اما سر قرار تعدای از ماموران وزارت اطلاعات بر سر وی و شبنم ریختند و با ضربات متعدد چاقو آنان را به قتل رساندند. به گفته یکی از از مسئولان سابق وزارت اطلاعات در اعترافات شب قتل فرزین و شبنم، سعید امامی برای یک مأموریت ۳ روزه به گرگان رفته بود و پس از بازگشت به تهران در جلسه ای به وزیر اطلاعات فلاحیان گفت: «الحمدلله مشکل گرگان هم حل شد. |
| ۱۳ آبان    | ۱۳۷۵ | قتل سیامک سنجری                   | سیامک سنجری جوان ۲۸ ساله‌ای بود که با یکی از پسران علی فلاحیان، وزیر وقت اطلاعات نیز در جریان فروش یک خودرو آشنا شده بود و از طریق او به «محافل خصوصی» راه پیدا کرده بود. گفته می‌شود که سنجری اخباری را از این محافل به بیرون درز داده بود و او بوده که رفت و آمد فلاحیان به «سونای زعفرانیه» را لو داده‌است. اولین بار روزنامه‌های ایران در آبان ماه ۷۵ خبر قتل او را منتشر کردند و نوشتند که «جسد مرد جوانی زیر پل کاوه پیدا شد که با ضربات چاقو به قتل رسیده بود.» همان موقع پلیس تشخیص داده بود که این جوان در نقطه‌ای دیگر کشته شده بود و سپس جسدش را به زیر پل انداخته‌اند. خسرو براتی متهم ردیف سوم پرونده قتل های زنجیره ای در دادگاه و اعترافات خود صراحتا به این قتل اعتراف کرد. |
| ۱۳ آبان    | ۱۳۷۵ | ربودن فرج سرکوهی                  | فرج سرکوهی، روزنامه‌نگار، نویسنده و سردبیر مجله آدینه، در فرودگاه مهرآباد بازداشت شد اما مقام‌های رسمی گفتند او از ایران خارج شده‌است. او پس از ۴۸ روز بازداشت وادار شد به مطبوعات بگوید خارج از کشور بوده‌است. سرکوهی پس از آن در نامه‌ای برخوردهای دوران بازداشتش را شرح داد. او بعدتر به زندان محکوم و پس از آزادی راهی تبعیدی خودخواسته شد. |
| ۲۰ آبان    | ۱۳۷۵ | قتل غفار حسینی                    | غفار حسینی نویسنده، مترجم و مدرس دانشگاه و همچنین از اعضای کانون نویسندگان ایران بود. او پس از انقلاب مدتی در فرانسه اقامت می‌کند اما در دهه ۱۳۷۰ به ایران بازمی‌گردد. فرج سرکوهی می‌گوید در دوره بازداشتش مهرداد عالیخانی به او اطلاع داده که مأموران وزارت اطلاعات غفار حسینی را به قتل رسانده‌اند. |
| ۲۴ دی      | ۱۳۷۵ | 'قتل' احمد تفضلی                  | احمد تفضلی زبان‌شناس، ایران‌شناس و استاد دانشگاه تهران بود. او بعدازظهر ۲۴ دی ماه ۱۳۷۵ دفتر کارش در دانشگاه تهران را ترک کرد و چند ساعت بعد جنازه او را در ماشینش پیدا کردند. پای او شکسته و ضرباتی هم به سرش زده بودند. انتساب این امر به مأموران وزارت اطلاعات اثبات نشده‌است. |
| ۵ اسفند    | ۱۳۷۵ | قتل ابراهیم زال‌زاده               | ابراهیم زال‌زاده روزنامه‌نگار و ناشر بود. او در ۵ اسفند ۱۳۷۵ گم شد و حدود یک ماه بعد جنازه او را پیدا کردند. ابراهیم زال‌زاده با ضربات متعدد چاقو به قتل رسید. او پیش از مرگش از فشارها و تهدیدهای مأموران امنیتی خبر داده بود. تصور می‌شود که نامه سرگشاده انتقادی او خطاب به اکبر هاشمی رفسنجانی از دلایل قتل او بوده‌است. |
| ۴ دی       | ۱۳۷۶ | قتل فاطمه قائم مقامی              | فاطمه قائم مقامی که سرمهماندار ۴۳ ساله شرکت هواپیمایی آسمان بوددر حوالی بازارچه گلستان در خیابان پاسداران در اتومبیلش با شلیک گلوله کشته شد. وی در همکاری با باند سعید امامی دررفت و آمد به اروپا برای او مأموریت‌هایی انجام می‌داد و با علی فلاحیان وزیر وقت اطلاعات هم آشنایی داشته قتل او برای «جلوگیری از افشای اسرار» بوده‌است. |
| ۳ شهریور   | ۱۳۷۷ | گم شدن پیروز دوانی                | پیروز دوانی در ۳ شهریور ۱۳۷۷ گم شد و تاکنون سرنوشت او روشن نشده‌است. او به واسطه فعالیت‌هایش بارها به زندان افتاده و مورد بازجویی قرار گرفته بود. پیروز دوانی از جمله به انتشار گسترده نامه فرج سرکوهی دربارهٔ برخوردهای مأموران وزارت اطلاعات دست زد. |
| ۳۱ شهریور  | ۱۳۷۷ | قتل حمید حاجی‌زاده                 | حمید حاجی‌زاده نویسنده و شاعر اهل کرمان بود. او شب ۳۱ شهریور ۱۳۷۷ با ضربات متعدد چاقو در خانه‌اش به قتل رسید. علاوه بر حمید حاجی‌زاده پسر ۹ ساله او، کارون نیز با ضربات متعدد چاقو کشته شد. قتل حمید و کارون حاجی‌زاده به‌طور رسمی در رسیدگی به قتل‌های زنجیره‌ای مطرح نشد. |
| ۲۸ آبان    | ۱۳۷۷ | مرگ مجید شریف                     | مجید شریف، مترجم و نویسنده با گرایش ملی-مذهبی بود. در ۲۸ آبان ۱۳۷۷ از خانه خارج می‌شود و بعدتر جنازه‌اش در خیابان پیدا شد. پزشک قانونی علت مرگ را ایست قلبی عنوان کرد. عبدالله شهبازی، نویسنده و مورخ مرتبط با وزارت اطلاعات ایران، می‌گوید مهرداد عالیخانی گفته‌است مجید شریف با آمپول کلرید پتاسیم کشته شد. |
| ۱ آذر      | ۱۳۷۷ | قتل پروانه و داریوش فروهر         | داریوش فروهر و پروانه اسکندری با ضربات متعدد چاقو در خانه خود به قتل رسیدند. قاتلان جنازه داریوش فروهر و پروانه اسکندری را رو به قبله قرار داده بودند. قتل فروهرها اولین مورد از قتل‌هایی بود که وزارت اطلاعات به دست داشتن مامورانش در آن اذعان کرد. |
| ۱۲ آذر     | ۱۳۷۷ | قتل محمد مختاری                   | محمد مختاری عصر ۱۲ آذر ۱۳۷۷ برای خرید از خانه خارج شد و بازنگشت. پسرش جنازه او را، که یک روز پس از گم شدنش پشت کارخانه سیمان ری پیدا شده بود، در ۱۸ آذر شناسایی کرد. محمد مختاری را خفه کرده بودند. او سومین چهره‌ای بود که وزارت اطلاعات به دست داشتن مامورانش در قتل او اذعان کرد. |
| ۱۸ آذر     | ۱۳۷۷ | قتل محمدجعفر پوینده               | محمدجعفر پوینده در ۱۸ آذر ۱۳۷۷ در راه دفتر اتحادیه ناشران و کتابفروشان گم شد. جنازه او در حوالی شهریار پیدا شد. محمدجعفر پوینده را خفه کرده بودند. قتل او آخرین موردی بود که وزارت اطلاعات ایران مسئولیت مامورانش در آن را پذیرفت. |
| ۲۴ آذر     | ۱۳۷۷ | تشکیل کمیته ویژه خاتمی            | محمد خاتمی، رئیس‌جمهور وقت، کمیته ویژه‌ای برای پیگیری قتل‌ها شکل داد. علی یونسی، علی ربیعی و ناصر سرمدی اعضای این کمیته بودند. |
| ۲۹ آذر     | ۱۳۷۷ | بیانیه 'فداییان اسلام'            | گروهی با نام «فداییان اسلام ناب محمدی-مصطفی نواب» با صدور بیانیه‌ای مسئولیت قتل روشنفکران منتقد را پذیرفت. پیش از این بیانیه دیگری با امضای همین گروه مسئولیت حمله به بازرگانان آمریکایی را پذیرفته بود. بعدها نیز بیانیه‌هایی با همین عنوان منتشر شد اما اصالت وجود چنین گروهی و اقدامات ادعایی آن زیر سؤال بود. |
| ۱۵ دی      | ۱۳۷۷ | بیانیه وزارت اطلاعات              | وزارت اطلاعات محمد خاتمی در بیانیه‌ای بی‌سابقه دربارهٔ عاملان قتل‌ها گفت: «با کمال تاسف تعداد معدودی از همکاران مسئولیت ناشناس‎، کج‌اندیش و خودسر این وزارت که بی شک آلت دست عوامل پنهان قرار گرفته و در جهت منافع بیگانگان دست به این اعمال جنایتکارانه زده‌اند در میان آنها وجود دارند.» |
| ۱۸ دی      | ۱۳۷۷ | رهبر جمهوری اسلامی: سناریوی خارجی | علی خامنه‌ای در نماز جمعه تهران گفت: 'من نمی‌توانم باور و قبول کنم که این قتل‌هایی که اتفاق افتاد، بدون یک سناریوی خارجی باشد؛ چنین چیزی ممکن نیست.' او بعدتر هم دوباره بر فرضیه سناریوی خارجی برای قتل‌های زنجیره‌ای تأکید کرد. |
| ۲۲ دی      | ۱۳۷۷ | برنامه چراغ                       | روح‌الله حسینیان، رئیس مرکز اسناد انقلاب اسلامی، در برنامه زنده تلویزیونی به نام چراغ حاضر شد. او کشته شدگان را 'مرتد و ناصبی' خواند و گفت مسئولیت قتل‌ها با نزدیکان محمد خاتمی، رئیس‌جمهور وقت، بوده‌است. |
| ۲۱ بهمن    | ۱۳۷۷ | پذیرش استعفای دری                 | استعفای قربانعلی دری نجف آبادی، وزیر وقت اطلاعات، توسط محمد خاتمی پذیرفته شد. قربانعلی دری نجف‌آبادی با تأکید دست داشتن یا اطلاع خود از انجام قتل‌ها به دست مامورانش را رد می‌کرد. |
| ۲۸ بهمن    | ۱۳۷۷ | معرفی یونسی                       | محمد خاتمی، رئیس‌جمهور، علی یونسی را به عنوان وزیر اطلاعات برای رای اعتماد به مجلس پنجم معرفی کرد. یونسی پیشتر رئیس سازمان قضایی نیروهای مسلح بود. او به همراه علی ربیعی و ناصر سرمدی اعضای هیاتی سه نفره بودند که خاتمی برای پیگیری قتل‌ها تشکیل داد. |
| ۳۰ خرداد   | ۱۳۷۸ | اعلام خودکشی سعید امامی           | سازمان قضایی نیروهای مسلح جزئیات جدیدی از پرونده را منتشر کرد. یکی از مهمترین بخش‌های این اطلاعات خبر مرگ سعید امامی، بالاترین متهم پرونده بود. گفته شد که سعید امامی در حمام با 'داروی نظافت' خودکشی کرده‌است. |
| ۱۵ تیر     | ۱۳۷۸ | نامه سعید امامی در سلام           | روزنامه سلام نامه‌ای از سعید امامی خطاب به قربانعلی دری نجف‌آبادی، وزیر سابق اطلاعات را منتشر کرد. سعید امامی در این نامه، که ۱۶ مهر ۱۳۷۷ نوشته شده بود، از وضعیت فرهنگی کشور ابراز نگرانی کرده بود. در این نامه از محمد مختاری نام برده شده بود. |
| ۱۸ تیر     | ۱۳۷۸ | حمله به کوی دانشگاه               | در پی انتشار نامه سعید امامی در روزنامه سلام این روزنامه توقیف شد. شماری از دانشجویان دانشگاه تهران در خوابگاه خود تجمعی در اعتراض به توقیف سلام برگزار کردند. پلیس، مأموران امنیتی و نیروهای لباس شخصی شبانه به کوی دانشگاه تهران ریختند و دانشجویان را کتک زدند. دست کم یک نفر در این حمله کشته شد. خاتمی بعدها گفت حمله به کوی دانشگاه 'تاوان' پیگیری پرونده قتل‌ها بود. |
| ۴ بهمن     | ۱۳۷۸ | نمایش فیلم اعترافات               | در جلسه‌ای در مجلس ایران بخش‌هایی از اعترافات متهمان پرونده برای نمایندگان پخش شد. متهمان به ارتباط با سرویس‌های امنیتی کشورهای خارجی اعتراف می‌کردند. بسیاری از نمایندگان مجلس دربارهٔ صحت این اعترافات تردید کردند. بعدها با درز بخش‌های بیشتری از فیلم اعترافات روشن شد متهمان با کتک و توهین تحت فشار بوده‌اند. |
| ۲۲ اسفند   | ۱۳۷۸ | ترور نافرجام سعید حجاریان         | سعید حجاریان، مقام امنیتی سابق و مدیرمسئول روزنامه صبح امروز، در حال ورود به شورای شهر تهران مورد سوءقصد قرار گرفت. گفته شد سعید عسگر با سلاح کمری ماکارف دست به سوءقصد زده‌است. او به ۱۵ سال زندان محکوم شد. در پی سوءقصد، سعید حجاریان دچار اختلال جدی حرکتی و گفتاری شد. |
| ۳ اردیبهشت | ۱۳۷۹ | بازداشت گنجی                      | اکبر گنجی، روزنامه‌نگاری که سهم چشمگیری در افشای بخش‌هایی از پرونده قتل‌ها داشت پس از بازگشت از کنفرانس برلین بازداشت شد. |
| ۷ خرداد    | ۱۳۷۹ | بازداشت باقی                      | عمادالدین باقی، روزنامه‌نگاری که سهم چشمگیری در افشای بخش‌هایی از پرونده قتل‌ها داشت بازداشت شد. |
| آذر        | ۱۳۷۹ | بازداشت زرافشان                   | ناصر زرافشان، وکیل خانواده قربانیان، در آستانه برگزاری دادگاه به اتهام افشای اسرار دولتی و نگهداری سلاح بازداشت شد. او پس از آزادی از بازداشت به ۵ سال زندان و ۵۰ ضربه شلاق محکوم شد. |
| دی         | ۱۳۷۹ | دادگاه متهمان قتل‌ها               | جلسات رسیدگی به پرونده بدون حضور وکلا یا خانواده قربانیان و به صورت غیرعلنی برگزار شد. شاکیان در اعتراض به چگونگی رسیدگی به پرونده وکلای خود را خلع کرده بودند. به غیر از احکام قصاص برای عاملان قتل‌ها، کسانی که مطابق پرونده دستور قتل داده بودند، از جمله مهرداد عالیخانی و مصطفی کاظمی به حبس ابد و بقیه به حبس‌هایی بین دو تا ده سال محکوم شدند. |
| ۸ آذر      | ۱۳۸۱ | حکم تأیید شد                      | با اعتراض وکلای متهمان و رضایت خانواده‌های مقتولان، به دلیل مخالفت آنها با حکم اعدام، پرونده با حبس ابد برای 'آمران' و حبس‌های دو تا ده سال برای دیگران مختومه شد. |

## کتابشناسی
- سونای زعفرانیه
- فلاحیان مردی برای تمام فصول جنایت
- تاریکخانه اشباح
- عالیجناب سرخپوش و عالیجنابان خاکستری

## -
- https://www.youtube.com/watch?v=R5f8eRdLZew
- http://www.bbc.com/persian/iran-46297953
- http://aftabnews.ir/fa/news/552112/نایب-رئیس-مجلس-اگر-در-زمان-قتل‌های-زنجیره‌ای-رسانه‌های-آزاد-داشتیم-آن-فجایع-اتفاق-نمی‌افتاد